# Phalium
Phalium Link, 1807è un genere di molluschi gasteropodi della sottoclasse Caenogastropoda.

## Specie
Il genere comprende le seguenti specie:.
- Phalium areola (Linnaeus, 1758)
- Phalium bandatum (Perry, 1811)
- Phalium decussatum (Linnaeus, 1758)
- Phalium evdoxiae Morrison, 2016
- Phalium exaratum (Reeve, 1848)
- Phalium fimbria (Gmelin, 1791)
- Phalium flammiferum (Röding, 1798)
- Phalium glaucum (Linnaeus, 1758)
- Phalium muangmani Raybaudi Massilia & Prati Musetti, 1995